# Динамо (ватерпольный клуб, Москва)
«Динамо» — мужской ватерпольный клуб из Москвы. Летом 2021 года все игроки и персонал клуба были уволены с долгами по заработной плате, клуб прекратил участие во всех соревнованиях.

## История клуба

### 1924—1945
История водного поло в СССР началась в 1924 году. Всесоюзные турниры проводились между сборными городов, областей и республик. И только с 1937 года стали разыгрываться чемпионаты среди клубных команд.
В первом чемпионате СССР в 1937 году в финал среди клубных команд вышли «Электрик» (Ленинград) и «Динамо» (Москва). Была организована специальная переигровка финальной игры (тогда победу одержали ленинградцы, но при грубых ошибках судейства). Но все равно первым чемпионом СССР стал клуб из Ленинграда. В те года за динамовцев выступали Гориков, Гильд, Лебедев, Молчанов, Ушаков, Пущинский, Казаков, Малин.
В годы Великой Отечественной войны многие динамовцы ушли на фронт. Некоторые героически погибли.

### 1945—1980
Первый крупный успех пришел к москвичам в 1949 году, когда команда завоевала Кубок СССР. Решающий вклад в победу внес приехавший из Тбилиси нападающий Пётр Мшвениерадзе. Золотая пора московского «Динамо» наступила в середине 50-х годов. Шесть раз подряд (с 1955 по 1962 годов) завоевали чемпионские титулы. В сезоне 1957—1958 годов бело-голубые не проиграли ни одной встречи. Командой руководил старший тренер Н. И. Малин, а капитаном был Пётр Мшвениерадзе. Лидерами команды были Мальцев, Карманов, Шляпин, Харебов, Рыжак. «Динамо» стал лидером отечественного водного поло. Составляя костяк сборной СССР, московские динамовцы становились призёрами Олимпийских игр 1956, 1960, 1964 и 1968 годов, чемпионами и призёрами первенств Европы и мира.

### 1980—1990
Новый успех пришел к команде в середине 80-х годов, когда тренером «Динамо» был Г. П. Чикваная и помогавший ему С. Н. Некрасов. Команда трижды подряд (1985—1987) становилась чемпионами, дважды подряд завоевывала Кубок страны, в 1984 году завоевала Кубок обладателей Кубков и Суперкубка. В состав команды входили Е. Гришин, Г. Мшвениерадзе, М. Иванов, Н. Мендыгалиев, Майт Рийсман, Д. Апанасенко, С. Воронин, А. Вдовин, О. Лузанков, Д. Щедеркин. Сильнейшие ватерполисты «Динамо» 80-х годов в составе сборной СССР стали чемпионами Олимпийских игр, победителями чемпионата и Кубка мира, чемпионами Европы.

### после 1991 года
В 1994—1996 годах динамовцы становились победителями первенства России под руководством Л. Д. Тищенко, а в 1998, 2000—2002 году — М. А. Рийсмана.
Ведущие игроки: М. Апанасенко, С. Евстигнеев, С. Ивлев, И. Константинов, Н. Максимов, А. Ерышев, Р. Чомахидзе, С. Гарбузов, Закиров, Балашов.
В 2002 году «Динамо» завоевало чемпионство . Причем в начале сезона бело-голубые потеряли 7 основных игроков. В течение сезона 2001—2002 гг. команда проиграла всего 1 раз при двух ничьих. Проиграла первый финал в Волгограде команде «Лукойл-Спартак» 2:5. Но в Москве одержала очень важные победы в финальной серии и завоевала «золото». Лидеры команды: Дмитрий Апанасенко, Иван Зайцев, Евгений Жиляев, Роман Ченцов, Александр Якушев, Александр Аксенов, Роман Докучаев, Георгий Ланцов.
В 2018 году Динамо снова стало чемпионом, затем повторило успех в 2019 . После этого из команды ушёл главный тренер и ведущие игроки, в этом же году новым генеральным директор был назначен Игорь Клочко а Дмитрий Апанасенко вернулся в команду в должности спортивного директора
После бронзовых медалей в 2020 году в клубе сменился тренерский состав: главным тренером стал Сергей Воронин, Евгений Жиляев является старшим тренером, в качестве играющего тренера вратарей в «Динамо» перешёл Николай Максимов.
В 2021 году «Динамо» взяло серебряные медали чемпионата России и вошло в 8-ку лучших клубов в Кубке европейских клубов.
В начале 2022 года клуб был расформирован из-за недостатка финансирования.

## Титулы
- Чемпионат СССР
  -  (11 раз) — 1955, 1957, 1958, 1960, 1961, 1962, 1968, 1969, 1985, 1986, 1987
  -  (13 раз) — 1937, 1950, 1953, 1954, 1965, 1970, 1978, 1979, 1982, 1988, 1989, 1990, 1991, 1992
  -  (6 раз) — 1938, 1945, 1952, 1971, 1972, 1975
- Кубок СССР
  -  (5 раз) — 1949, 1986, 1988, 1990, 1991
- Чемпионат России
  -  (9 раз) — 1994, 1995, 1996, 1998, 2000, 2001, 2002, 2018, 2019
  -  (3 раза) — 1997, 2015, 2021
  -  (6 раз) — 1999, 2003, 2006, 2014, 2017, 2020
- Кубок России
  -  (9 раз) — 1994, 1995, 1996, 1997, 1999, 2016, 2018, 2019, 2020
  -  (6 раз) — 1993, 1998, 2000, 2001, 2002, 2015
- Суперкубок России
  -  (1 раз) — 2016
- LEN Кубок обладателей кубков
  -  (2 раза) — 1985, 2000
  -  (1 раз) — 1989
- LEN Суперкубок
  -  (1 раз) — 1985
- LEN Кубок чемпионов
  -  (2 раза) — 1969 (весна), 1986.

## Известные спортсмены
- Сергей Воронин
- Евгений Гришин
- Михаил Иванов
- Георгий Мшвениерадзе
- Пётр Мшвениерадзе
- Майт Рийсман
- Дмитрий Апанасенко
- Николай Максимов
- Евгений Жиляев